# Repetobasidiellum fusisporum
Repetobasidiellum fusisporum é uma espécie de fungo pertencente à família Hydnaceae.